# Bischhausen (Gleichen)
Pour les articles homonymes, voir Bischhausen.
Bischhausen est un quartier de la commune allemande de Gleichen, dans l'arrondissement de Göttingen, Land de Basse-Saxe.

## Géographie
Bischhausen se situe sur l'ancienne frontière interallemande et à la frontière actuelle entre la Basse-Saxe et la Thuringe. Il se situe sur le plateau de grès bigarré du pays des collines d'Eichsfeld. Dans son territoire jaillit le Bischhäuser Bach, un affluent du Garte.

## Histoire
Bischhausen fusionne avec Gleichen le 1er janvier 1973.

## Source, notes et références
- (de) Cet article est partiellement ou en totalité issu de l’article de Wikipédia en allemand intitulé « Bischhausen (Gleichen) » (voir la liste des auteurs).